# عسکری محمدیان
عسکری محمدیان (زادهٔ ۱ اسفند ۱۳۴۱ در ساری) کشتی‌گیر آزادکار بازنشستهٔ ایرانی است که دو مدال نقرهٔ المپیک در ۱۹۸۸ سئول و ۱۹۹۲ بارسلون را به دست آورده‌است. او از سال ۱۳۹۹ تا مهر ۱۴۰۱ ریاست هیئت کشتی استان مازندران را بر عهده داشت.
مدال نقره او در المپیک ۱۹۸۸ سئول تنها مدال کاروان ایران در آن بازی ها بود.
وی در المپیک سئول در دیدار پایانی مغلوب سرگئی بلوگلازوف از شوروی شد که در این دیدار کتفش دچار شکستگی شد که موجب شکست شش بر یک او شد و در بارسلونا در مسابقهٔ نهایی مغلوب جان اسمیت آمریکایی شد. وی نتیجه را شش بر صفر واگذار کرد و مدال نقره المپیک را برای دومین بار بر گردن آویخت.
محمدیان در المپیک سئول یکی از رفتارهای عجیب تاریخ المپیک را رقم زد. او در رقابت کسب نشان طلا پس از شکست از بلوگازوف به سوی او رفته، با او دست داد و او را روی دست بلند کرده و گرد تشک گردانید. بلند کردن حریف روی دست، گاه از سوی برنده صورت می‌گرفت اما تا آن زمان دیده نشده بود که کشتی‌گیر مغلوب فرد پیروز را بر دست بلند کند و پیروزی او را چنین شادباش گوید.
وی سابقهٔ مدیرعاملی و سرمربی‌گری تیم کشتی آزاد باشگاه عسگری محمدیان ساری را در کارنامه دارد. این تیم در لیگ کشتی ایران هم شرکت کرده‌است.